# الهندوسية في أفغانستان

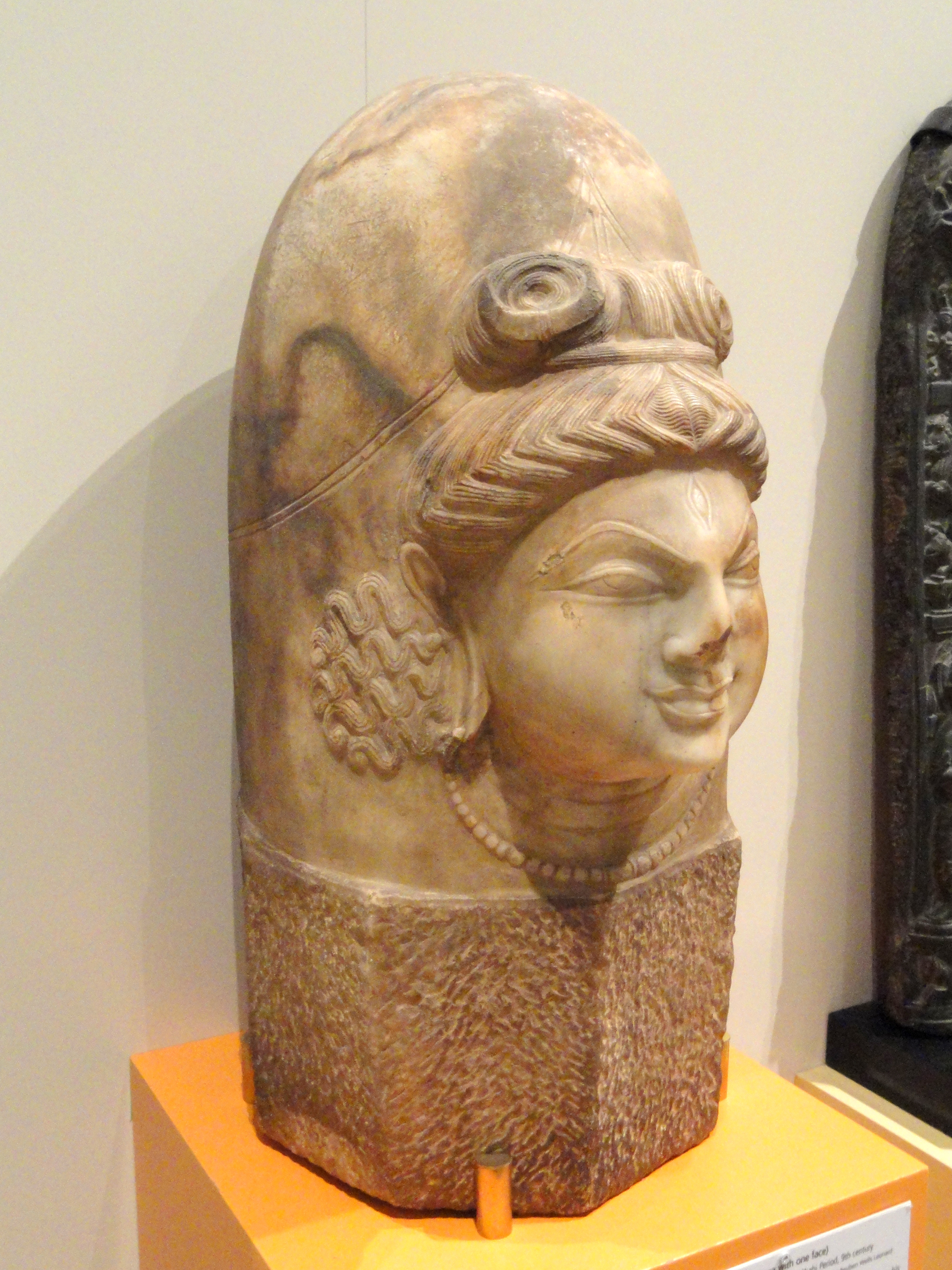
تمثال لأحد آلهة الهندوس

تمارس أقلية صغيرة من الأفغان، نحو 50 فردًا يعيشون في الغالب في مدينتي كابل وجلال آباد، الهندوسية في أفغانستان.
كان الشعب الأفغاني متعدد الأديان قبل الفتح الإسلامي لأفغانستان. أدى التمييز والاضطهاد الديني والإكراه على تغيير الديانة الهندوسية على أيدي المسلمين، إلى تناقص أعداد الهندوس الأفغان، بجانب أعداد البوذيين والسيخ، من أفغانستان. تواجد نحو 500,000 هندوسي في أفغانستان في سبعينيات القرن العشرين.
عُرف السكان الهندوآريين في المنطقة، بما في ذلك الباشايين والنورستانين، بأنهم أتباع الديانة الفيدية. تتكون جماعة البشتون، وهي الأغلبية العرقية في البلاد، من أسلاف البكتاس الفيديين. كانت غاندارا، وهي منطقة تضم جنوب شرق أفغانستان، مركزًا للهندوسية والبوذية. كانت الأشكال اللاحقة من الهندوسية سائدة أيضًا في هذه المنطقة الجنوبية الشرقية من البلاد خلال حكم الشاه الترك، مع تواجد معبد خير خانه، معبد براهماني في كابل، وتمثال لغارديز غانيشا في ولاية بكتيا. تعود معظم الآثار القديمة، بما فيها التماثيل الرخامية، إلى القرنين السابع والثامن، في زمن حكم الشاه الترك. يُنسب تمثال غارديز غانيشا حاليًا إلى فترة الشاه الترك في القرن 7-8 الميلادي، وليس إلى خلفائهم الشاه الهندو (القرن 9-10 الميلادي) كما كان مقترحًا. تستند عملية التأريخ بصفة أساسية إلى التحليل الأسلوبي، الذي يظهر أوجه تشابه كبيرة من ناحية التصوير والأسلوب مع أعمال الدير البوذي في فوندوكستان، الذي يعود تاريخه أيضًا إلى نفس الفترة. ازدادت الهندوسية ازدهارًا في ظل حكم الشاه الهندو، ثم شهدت تدهورًا حادًا مع مجيء الإسلام على يد الغزنويين الذين هزموا الشاهيين. استمرت الهندوسية، رغم ذلك، كأقلية كبيرة حتى القرن الحادي والعشرين، إذ انخفض عدد أتباعها إلى بضع مئات.
لا يزال السيخ والهندوس، اعتبارًا من يناير 2021، يفرون من أفغانستان.

## نبذة تاريخية
لا توجد معلومات موثوق بها حول الوقت الذي بدأت فيه الهندوسية في أفغانستان، ولكن المؤرخين يشيرون إلى أن الأراضي الواقعة جنوب منطقة هندوكوش ربما كانت مرتبطة ثقافيًا بحضارة وادي السند (5500-2000 قبل الميلاد) في العصور القديمة. يؤكد معظم المؤرخين، في الوقت نفسه، أن أفغانستان كان يسكنها الآريوسيون القدماء ثم الأخمينيون، وذلك قبل وصول الإسكندر الأكبر وجيشه اليوناني عام 330 قبل الميلاد. أصبحت أفغانستان، بعد رحيل الإسكندر بثلاث سنوات، جزءًا من الإمبراطورية السلوقية. فقدت الإمبراطورية السلوقية، عام 305 قبل الميلاد، السيطرة على الأراضي الواقعة جنوب هندوكوش لصالح الإمبراطور الهندي «ساندروكوتوس» نتيجة للحرب السلوقية الموريانية.
وقد انتزع الإسكندر هذه المناطق من الآريوسيين، وأنشأ مستوطناته الخاصة، ولكن سلوقس الأول أعطاها إلى ساندروكوتوس (تشاندراغبت موريا)، بناء على شروط الزواج المتبادل وبمقابل الحصول على 500 فيل.
ـــــــــــ سترابو 64 ق.م – 24 م
كان السكان الهندوآريون في المنطقة، لا سيما في الأجزاء الجنوبية والشرقية من البلاد، من أتباع الهندوسية. يُعد الغانداريون أبرز هؤلاء. يُعتبر الباشاييون والنورستانيون أمثلة الحاضر لهؤلاء الفيديين الهندوآريين.
عندما اكتشف الرحالة الصينيون فاكسيان وسونغ يون وتشيونتسانغ أفغانستان، بين القرنين الخامس والسابع الميلادي، كتبوا العديد من قصص الرحلات التي ذُكر فيها معلومات موثوقة عن أفغانستان. ذكروا أن البوذية تُمارس في أجزاء مختلفة بين آموداريا (نهر جيحون) في الشمال ونهر السند. غير أنهم لم يذكروا الكثير عن الهندوسية رغم أن سونغ يون ذكر أن الحكام الهياطلة لم يعترفوا بالبوذية ولكنهم «نادوا بعبادة آلهة زائفة وقتلوا الحيوانات من أجل لحومها».

## العصر الحديث
يُعد البنجابيون والسنديون الجماعات العرقية الرئيسية في أفغانستان التي تمارس الهندوسية اليوم، ويُعتقد أنهم أتوا مع السيخ كتجار إلى أفغانستان في القرن التاسع عشر. تواجد، حتى انهيار جمهورية أفغانستان الديمقراطية، عدة آلاف من الهندوس يعيشون في البلاد، ولكن عددهم اليوم نحو 1000 شخص فقط. هاجر غالبية الآخرين إلى الهند أو الاتحاد الأوروبي أو أمريكا الشمالية أو أي مكان آخر.
غالبًا ما يتشارك الهندوس والسيخ الأفغان أماكن العبادة. يُعرف الهندوس، جنبًا إلى جنب مع السيخ، باسم الهندوك. تتنوع الديموغرافيا اللغوية للطائفة الهندوسية، وتتبع بصفة عامة الأصول الإقليمية: فالمنتمون إلى البنجاب يتحدثون البنجابية، والسنديون يتحدثون السندية واللهجتان الشمالية والجنوبية للهندوك. تتركز الجالية الهندوسية المحلية في أفغانستان في الغالب في مدينة كابل. كان لمجلس اللويا جيرغا لعام 2002 مقعدان مخصصان للهندوس، وكان المستشار الاقتصادي للرئيس السابق حامد كرزاي هندوسيًا أفغانيًا.
أُجبر الهندوس، خلال حكم طالبان منذ عام 1996 إلى أواخر عام 2001، على ارتداء شارات صفراء في الأماكن العامة لتعريف أنفسهم بأنهم غير مسلمين. أُجبرت النساء الهندوسيات على ارتداء البرقع، وهو إجراء اُدعى أنه «يحميهن» من التحرش. كان ذلك جزءًا من خطة طالبان الرامية إلى فصل المجتمعات «غير الإسلامية» و«الوثنية» عن المجتمعات الإسلامية.
أدانت الحكومتان الهندية والأمريكية المرسوم باعتباره انتهاكًا للحرية الدينية. اندلعت احتجاجات واسعة النطاق ضد نظام طالبان في بوبال الهندية. في الولايات المتحدة، قارن أبراهام فوكسمان، رئيس رابطة مكافحة التشهير، المرسوم بممارسات ألمانيا النازية، حيث كان مطلوبًا من اليهود ارتداء شارات تحدد هويتهم على هذا النحو. ارتدي عدد من المشرعين ذوي النفوذ في الولايات المتحدة شارات صفراء كُتب عليها «أنا هندوسي»، أثناء جلسة المناقشة في قاعة مجلس الشيوخ، تعبيرًا عن تضامنهم مع الأقلية الهندوسية في أفغانستان.
قال المحلل الهندي راهول بانيرجي أن هذه ليست المرة الأولى التي يُستهدف فيها الهندوس بسبب القمع الذي ترعاه الدولة في أفغانستان. تسبب العنف ضد الهندوس في إفناء سريع للسكان الهندوس على مر السنين. فرّ كثير من الهندوس الأفغان من البلاد، منذ تسعينات القرن العشرين، ملتمسين اللجوء إلى بلدان مثل الهند وألمانيا والولايات المتحدة.
رفض البرلمان الأفغاني، في يوليو 2013، تخصيص مقاعد للأقلية، إذ جرى التصويت ضد مشروع قانون تخصيص المقاعد المذكورة. ضم مشروع القانون الذي قدمه حامد كرزاي، رئيس البلاد آنذاك، سكان القبائل و«النساء» باعتبارهما «فئات مستضعفة» تحظى بالتخصيص، ولكن لم يضم الأقليات الدينية كما نصت عليه المادة المتعلقة بالمساواة الدينية في الدستور.